# Saint-Georges-d'Hurtières
Saint-Georges-d'Hurtières é uma comuna francesa na região administrativa de Auvérnia-Ródano-Alpes, no departamento de Saboia. Estende-se por uma área de 11,85 km². Em 2010 a comuna tinha 346 habitantes (densidade: 29,2 hab./km²).